# Jan Zelenka (historik)
Jan Zelenka (* 1978) je český historik specializující se na středověké dějiny.
Absolvoval magisterský obor Historické vědy na Filozofické fakultě Univerzity Karlovy (2006), kde v roce 2013 obhájil také disertační práci na téma „České země v politické skladbě střední Evropy 10.–13. století: Podoba a význam lenního institutu v socioekonomické struktuře Saska a Čech“.
V současné době působí v Historickém ústavu Akademie věd České republiky, kde je vědeckým pracovníkem Oddělení dějin středověku, vedoucím redaktorem časopisu Mediaevalia Historica Bohemica a rovněž vedoucím nakladatelství Historického ústavu. Kromě toho také vyučoval na Filozofické i Pedagogické fakultě Univerzity Karlovy. Od roku 2020 je odborným asistentem Ústavu světových dějin FF UK.
Ve své badatelské činnosti se zaměřuje především na období staršího středověku střední Evropy, dvorskou kulturu, či lenní vazby.